# Ерёмин, Борис Николаевич
Ерёмин Бори́с Никола́евич (6 марта 1913, Саратов — 4 апреля 2005, Москва) — заместитель командира 6-й гвардейской истребительной авиадивизии (5-я воздушная армия, 2-й Украинский фронт), гвардии подполковник; генерал-лейтенант авиации в отставке. Герой Советского Союза.

## Биография
Родился 6 марта 1913 года в городе Саратове в семье рабочего. Русский. Окончил 9 классов Школы № 1 по адресу: улица Степана Разина 32, Саратов.
Работал токарем на Саратовском машиностроительном заводе, московском заводе «Серп и молот».

### Служба в Красной Армии до Великой Отечественной войны
В Красной Армии с 1931 года. В 1939 году окончил Читинскую, а в 1940 году — Качинскую Краснознамённую военную авиационную школу пилотов имени А. Ф. Мясникова. Участник боёв с японскими милитаристами у озера Хасан в 1938 году.

### Великая Отечественная война
На фронте — с июня 1941 года. В годы Великой Отечественной войны Ерёмин в боях под Одессой, Днепропетровском, в Харькове, Сталинграде, Ростове-на-Дону, в Крыму, Польше, Румынии, Югославии, Болгарии, Чехословакии, Австрии, Германии.

#### Начало войны
В марте 1942 года под Харьковом за героический воздушный бой «7 против 25» как командир авиационной эскадрильи удостоен ордена Красного Знамени.

#### Сталинградская битва
В Сталинградской битве принимал участие от начала до конца. До сентября 1942 года был командиром истребительной авиаэскадрильи 8-й воздушной армии Сталинградского фронта. С сентября 1942 — заместитель командира истребительного авиаполка 8-й воздушной армии, группа «асов». С ноября 1942 — командир 31-го гвардейского истребительного авиаполка 8-й воздушной армии. За участие в Сталинградской битве награждён вторым орденом Красного Знамени и медалью «За оборону Сталинграда».

#### Як-1 Ферапонта Головатого (1943—лето 1944)
Борис Николаевич Ерёмин воевал на персонально вручённых ему двух истребителях Як-1 и Як-3, построенных на деньги колхозника Ферапонта Головатого.
В декабре 1942 года, в Саратове, самолёт Як-1б был торжественно передан майору Борису Ерёмину, воевавшему под Сталинградом. К тому времени он уже имел на своём счету 7 самолётов врага, сбитых лично и в группе с товарищами, и был награждён двумя орденами Красного Знамени. На борту самолёта была надпись:
Лётчику Сталинградского фронта
Гвардии Майору тов. Ерёмину
от колхозника колхоза «Стахановец»
тов. Головатова.
На этом самолёте Ерёмин дошёл от Сталинграда до Крыма, одержал не одну победу в воздухе и ни разу не был сбит. После освобождения Севастополя самолёт передан в краеведческий музей города Саратова, по просьбе жителей города. С 1991 года единственный сохранившийся до наших дней самолёт-истребитель Як-1б экспонируется в Саратовском государственном музее боевой славы, расположенном в Парке Победы на Соколовой горе в Саратове.

#### Як-3 (лето 1944—1945)

Ф. П. Головатый и Б. Н. Еремин у истребителя Як-3, май 1944 года

29 мая 1944 года на саратовском аэродроме гвардии майор Ерёмин получил новый самолёт, на это раз истребитель Як-3, приобретённый на средства Ферапонта Головатого. На борту была надпись:
От Ферапонта Петровича
Головатого 2-й самолёт
на окончательный разгром врага!
На этом самолёте Ерёмин воевал до Победы, последний самолёт сбил в небе Чехословакии.
Як-3 Ерёмина хранился в музее ОКБ А. С. Яковлева, до декабря 2014 года находился в г. Санта-Моника, штат Калифорния.

#### Итоги
Всего за период Великой Отечественной войны произвел 342 боевых вылета, из них:
- свыше 100 штурмовок наземных войск противника;
- 117 вылетов на разведку:
  - 102 результативных воздушных разведки на самолётах истребителях «И-16», «Як-1»;
- провёл 70 воздушных боёв:
  - сбил 23 самолёта противника (14 из них были уничтожены на двух дарственных самолётах, вручённых Ф. П. Головатым);
    - 8 самолётов лично;
    - 15 — в группе[2].

В боях дважды ранен. Два раза его самолёт был сбит. Из горящего самолёта прыгал с парашютом.
Войну закончил подполковником, заместителем командира 6-й гвардейской истребительной авиационной дивизии.
К званию Героя Советского Союза представлялся в 1944 и 1945 годах.
| Дата            | Сбитый самолёт    | Место                | Самолёт Ерёмина | Военная часть                                      |
| --------------- | ----------------- | -------------------- | --------------- | -------------------------------------------------- |
| 4 марта 1942    | Ju-88 (в группе)  | Кисели—Шебелинка     | Як-1Б           | 296-й истребительный авиационный полк              |
| 4 марта 1942    | два Ме-109        | Кисели—Шебелинка     | Як-1Б           | 296-й истребительный авиационный полк              |
| 9 марта 1942    | Ме-109 (в группе) | Кисели               | Як-1Б           | 296-й истребительный авиационный полк              |
| 10 марта 1942   | Ме-110 (в группе) | Николаевка           | Як-1Б           | 296-й истребительный авиационный полк              |
| 15 мая 1942     | Ме-109 (в группе) | Михайлово            | Як-1Б           | 296-й истребительный авиационный полк              |
| 16 мая 1942     | Ju-88 (в группе)  | Лихачёво             | Як-1Б           | 296-й истребительный авиационный полк              |
| 17 мая 1942     | Ju-88 (в группе)  | Лозовенька           | Як-1Б           | 296-й истребительный авиационный полк              |
| 31 мая 1942     | Ju-88             | Гурьевка             | Як-1Б           | 296-й истребительный авиационный полк              |
| 5 июня 1942     | Ме-109            | район Сталинграда    | Як-1Б           | 296-й истребительный авиационный полк              |
| 10 июня 1942    | Ме-109            | Булацеловка          | Як-1Б           | 296-й истребительный авиационный полк              |
| 10 июня 1942    | Ju-87             | Булацеловка          | Як-1Б           | 296-й истребительный авиационный полк              |
| 23 июля 1942    | Ju-88 (в группе)  | Косоключанский       | Як-1Б           | 296-й истребительный авиационный полк              |
| 27 июля 1942    | Ме-109            | Илларионовский       | Як-1Б           | 296-й истребительный авиационный полк              |
| 24 августа 1942 | Ме-109            | юго—западная Ерзовка | Як-1Б           | 296-й истребительный авиационный полк              |
| 16 мая 1943     | Ме-109 (в паре)   | район Краснополья    | Як-1Б           | 31-й гвардейский истребительный авиационный полк   |
| 10 апреля 1944  | Ме-109            | Кирк—Ишунь           | Як-1Б           | 6-я гвардейская истребительная авиационная дивизия |

### После войны
После войны лётчик окончил:

Могила Ерёмина на Троекуровском кладбище Москвы.

- в 1946 году курсы усовершенствования командиров и начальников штабов авиационных дивизий при Военно-воздушной академии;
- в 1952 году — Военную академию Генерального штаба.

Служил:
- советник при командующем ВВС Болгарии (1948—1950 годы);
- начальник Качинского военного авиационного училища лётчиков (1952—1957 годы);
- помощник командующего ВВС, заместитель командующего — начальник отдела боевой подготовки и вузов ВВС (1957—1959 годы);
- командующий ВВС Северо-Кавказского военного округа (1959—1962 годы);
- командующий 37-й воздушной армией и член военного совета Северной группы войск (1962—1964 годы);
- командующий авиацией Северной группы войск (1964—1965 годы);
- начальник службы безопасности полётов ВВС (1965—1975 годы).

В 1975 году генерал-лейтенант авиации Ерёмин вышел в отставку.
Указом Президента СССР от 5 мая 1990 года «за мужество и героизм проявленные в боях с немецко-фашистскими захватчиками в годы Великой Отечественной войны» Ерёмину Борису Николаевичу присвоено звание Героя Советского Союза с вручением Ордена Ленина и медали «Золотая Звезда» (№ 11605).
Жил в городе-герое Москве, где скончался 4 апреля 2005 года на 93-м году жизни.
Похоронен в Москве Троекуровское кладбище.

## Политическая деятельность
- Член ВКП(б) (впоследствии КПСС) с 1937 года.

## Награды
Всего 58 наград.

### Советские
- Медаль «Золотая Звезда» Героя Советского Союза № 11605 (5 мая 1990 года).
- Два ордена Ленина:
  1. 9 апреля 1944;
  2. 5 мая 1990 — со званием Героя Советского Союза.
- Шесть орденов Красного Знамени:
  1. 14 марта 1942;
  2. 15 августа 1942;
  3. 20 августа 1943;
  4. 16 апреля 1945;
  5. 19 ноября 1951;
  6. 22 февраля 1968.
- Орден Суворова 3-й степени (2 декабря 1945).
- Два ордена Отечественной войны 1-й степени:
  1. 11 марта 1985.
- Два ордена Красной Звезды:
  1. 6 ноября 1947;
  2. 21 февраля 1974.
- Орден «За службу Родине в Вооружённых Силах СССР» 3-й степени (30 апреля 1975).

Стела «Саратов — город трудовой доблести»

- Медали:
  - медаль «За оборону Сталинграда».

### Российские
- Орден «За заслуги перед Отечеством» IV степени.
- Орден Почёта.

### Иностранные
- Награды:
  - болгарские;
  - румынские;
  - польские;
  - чехословацкие;
  - монгольские.

### Почётные звания
- Почётный гражданин Волгограда (29 января 1999 года);
- Почётный гражданин Саратова;
- Почётный гражданин Никополя;

## Память
- Улица в Зеленограде[4].
- Улица в Саратове.

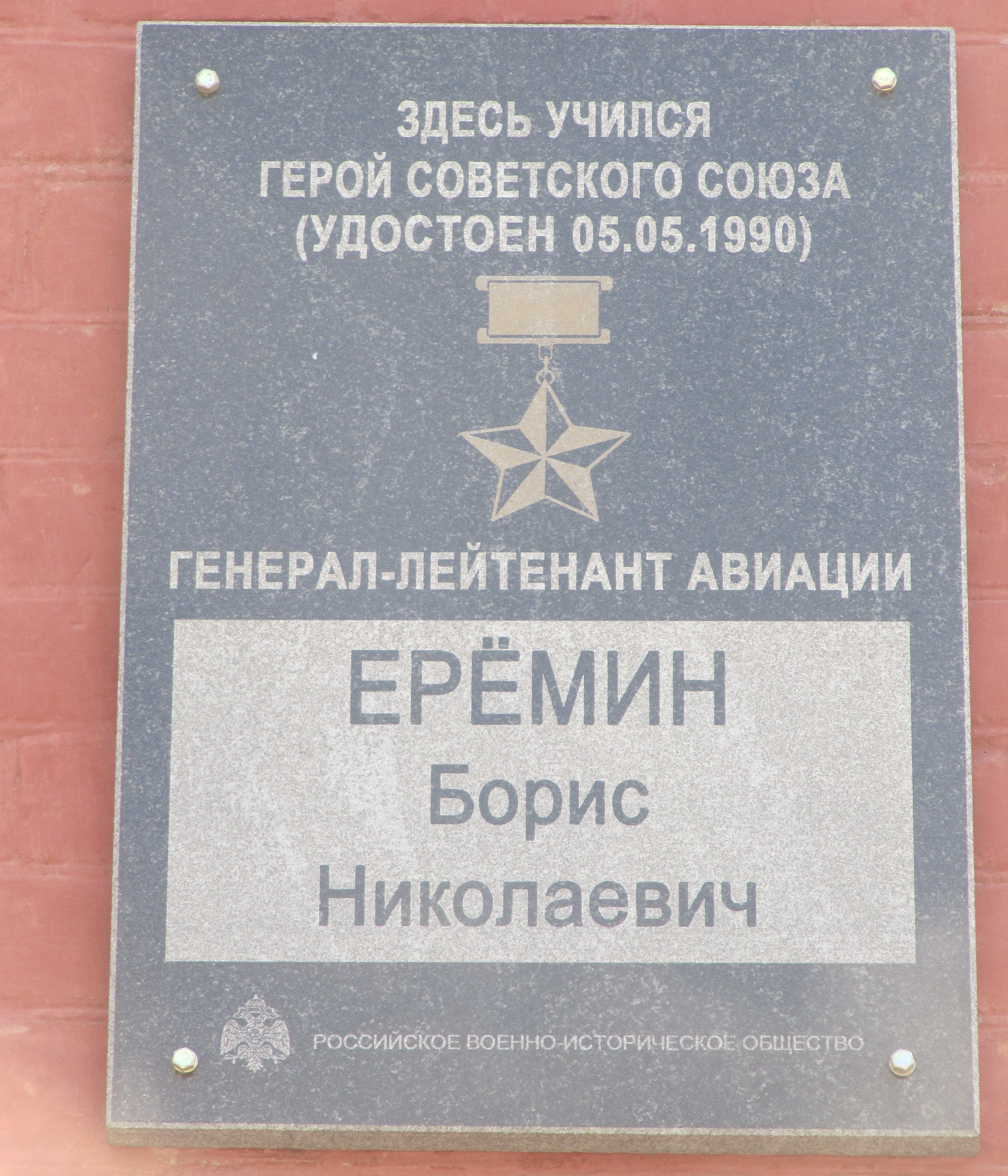
Ерёмин Б.Н. (табличка на стене школы)

- Именем Героя названа улица в Волгограде[5].
- Памятная доска на здании школы № 1 во Фрунзенском районе Саратова по адресу: улица Степана Разина 32, где учился Б. Н. Ерёмин[6].
- 2 июля 2022 года торжественно открыта Стела «Саратов — город трудовой доблести» в Заводском сквере Саратова на углу улицы Орджоникидзе и проспекта Энтузиастов.[7] На восточной стороне стелы в металле увековечена фотография лётчика Ерёмина Б.Н. в самолёте Головатого Ф.П.

## Сочинения
- [militera.lib.ru/memo/russian/eremin_bn/index.html Воздушные бойцы. — М.: Воениздат, 1987].
- К вылету готовы. — Саратов: Приволжское книжное издательство, 1987. — 127 с.